# William White Palmer
William White Palmer (* um 1928 in Farmville, Virginia; † 12. Juli 1991 in Washington, D.C.) war Generalmajor der United States Army. Er war unter anderem Kommandeur der 4. Infanteriedivision.

## Leben
In den Jahren 1945 bis 1950 durchlief William Palmer die United States Military Academy in West Point. Nach seiner Graduation wurde er als Leutnant der Feldartillerie zugeteilt. In der Armee durchlief er anschließend alle Offiziersränge vom Leutnant bis zum Zwei-Sterne-General.
Im Lauf seiner militärischen Karriere absolvierte er verschiedene Kurse und Schulungen. Dazu gehörten unter anderem das Command and General Staff College und das National War College. Außerdem studierte er an der George Washington University und an der Sorbonne in Paris.
Gleich zu Beginn seiner Offizierslaufbahn wurde Palmer im Koreakrieg eingesetzt, wo er eine Kompanie (Battery) kommandierte. In Lauf seiner weiteren militärischen Karriere absolvierte er den für Offiziere in den jeweiligen Rangstufen üblichen Dienst in verschiedenen Einheiten und Standorten. Dazu gehörten auch Aufgaben als Stabsoffizier in verschiedenen Hauptquartieren darunter auch bei den Joint Chiefs of Staff. Später war er für einige Zeit Verbindungsoffizier zwischen dem Heeresministerium und dem US-Repräsentantenhaus. Zwischenzeitlich war er auch Dozent für Französisch an der Militärakademie in West Point. Zu seinen Auslandseinsätzen gehörte auch eine Stationierung in Deutschland, wo er eine Artillerieeinheit kommandierte.
In den Jahren 1966 und 1967 war William Palmer im Vietnamkrieg eingesetzt. Dort war er Bataillonskommandeur und dann Leiter der Stabsabteilung G1 (Personal) bei der 1. Kavalleriedivision. Von 1974 bis 1975 leitete er, kurz bevor die kommunistischen Truppen die Kontrolle über das Land erlangten, in Kambodscha das amerikanische Military Equipment Delivery Team.
Am 2. August 1975 übernahm Palmer als Nachfolger von John W. Vessey Jr. das Kommando über die 4. Infanteriedivision in Fort Carson in Colorado. Diesen Posten bekleidete er bis zum 15. Oktober 1976 als John F. Forrest seine Nachfolge antrat. Anschließend schied William Palmer aus dem aktiven Militärdienst aus. 
Er verbrachte seinen Lebensabend in Great Falls in Virginia und starb am 12. Juli 1991 an den Folgen einer Krebserkrankung.

## Orden und Auszeichnungen
William Palmer erhielt im Lauf seiner militärischen Laufbahn unter anderem die Army Distinguished Service Medal und den Orden Legion of Merit verliehen.